# الا کون
اِلا کون (انگلیسی: Ella Koon؛ زادهٔ ۹ ژوئیهٔ ۱۹۷۹) بازیگر، مدل و خواننده پیشین کانتوپاپ اهل هنگ کنگ و فرانسه است که در جزیرهٔ تاهیتی پلی‌نزی فرانسه به‌دنیا آمد و از تبار مردم هاکا است.
از فیلم‌ها یا مجموعه‌های تلویزیونی که وی در آن‌ها نقش داشته است، می‌توان به شورش و پادشاهان آسمانی اشاره نمود.